# Dispositivo de proteção contra fuga à terra

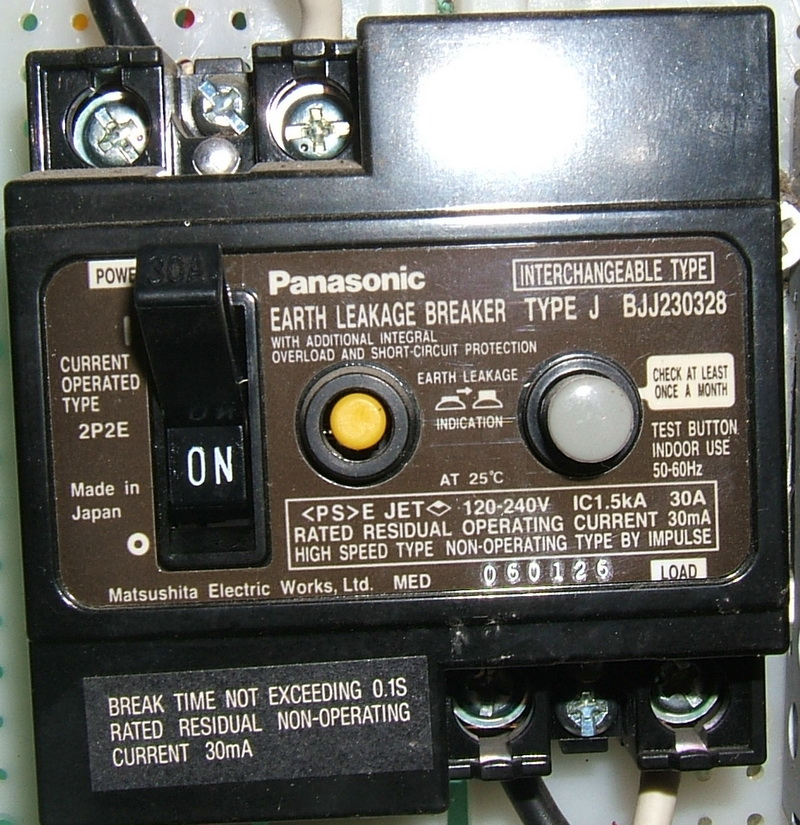
Um Dispositivo de Corrente Residual (DCR), aqui um modelo da Panasonic, é um componente de segurança ativa. A sua atuação em frações de segundo é fundamental para a preservação da vida contra os perigos invisíveis da eletricidade.

Um dispositivo de proteção contra fuga à terra, conhecido tecnicamente no léxico moderno e normativo como Dispositivo de Corrente Residual (DCR) ou, na sua sigla internacionalmente reconhecida, RCD (do inglês, Residual Current Device), é um dispositivo de segurança, utilizado em instalações elétricas para prevenir choques elétricos potencialmente fatais. A sua função primordial é monitorizar de forma contínua e com alta precisão o equilíbrio vetorial das correntes elétricas que entram e saem de um circuito ou de uma instalação inteira. Ele consiste em um mecanismo de deteção de corrente, ou, em tecnologias mais antigas e hoje obsoletas, de tensão, projetado para identificar qualquer fuga de corrente para o condutor de proteção (terra) ou para qualquer massa aterrada. Uma fuga à terra é um sintoma inequívoco de que a corrente elétrica está a seguir um caminho anómalo e não intencional, como através da carcaça defeituosa de um equipamento, ou, no pior cenário, através do corpo de uma pessoa em contato com um componente energizado e o solo.
Esses dispositivos podem ser encontrados em várias formas e configurações, adaptadas a diferentes necessidades de proteção. A forma mais comum é o disjuntor de fuga à terra, um termo histórico que hoje abrange tanto os modelos mais antigos baseados em tensão (ELCBs) quanto os mais modernos e eficazes baseados em corrente (RCDs). Ele desarma o circuito, interrompendo mecanicamente o fluxo de energia, quando detecta uma fuga de corrente. Outras formas incluem versões embutidas em soquetes, popularmente conhecidos como tomadas ou receptáculos, que incorporam a tecnologia GFCI (Ground Fault Circuit Interrupter), a designação padrão na América do Norte. Estes proporcionam proteção adicional dedicada para aparelhos conectados diretamente a esse ponto, sendo ideais para áreas de alto risco como cozinhas e casas de banho. A função principal e inegociável desses dispositivos é interromper o fornecimento de eletricidade ao circuito sempre que uma fuga à terra é detetada. Esta interrupção ocorre em velocidades extremamente altas, tipicamente entre 25 a 40 milissegundos a sua corrente nominal de disparo, um tempo significativamente menor que o necessário para que a corrente elétrica cause fibrilação ventricular no coração humano ou outras lesões graves. Ao fazer isso, eles evitam riscos de choques elétricos e, como benefício secundário, reduzem drasticamente o risco de incêndios de origem elétrica, que poderiam ser iniciados por correntes de fuga persistentes a aquecer materiais combustíveis.
ELCBs operados por tensão (Voltage-Operated ELCBs ou VO-ELCBs), que representam a primeira geração desta tecnologia de proteção, ainda podem ser encontrados em instalações elétricas muito antigas em certas partes do mundo. Contudo, eles caíram em completo desuso em novas instalações e são ativamente recomendados para substituição, após a invenção, o aperfeiçoamento e a popularização da tecnologia RCD baseada em deteção de corrente (também conhecida como GFCI), que oferece um nível de proteção incomparavelmente superior, mais fiável e abrangente.

## História e Evolução
A busca por proteção contra os perigos da eletricidade é quase tão antiga quanto a própria eletrificação comercial, que começou no final do século XIX. No entanto, o desenvolvimento de dispositivos automáticos de proteção contra choques elétricos é um fenómeno do século XX. Os primeiros ELCBs (Disjuntores de Fuga à Terra), introduzidos há cerca de sessenta anos, em meados do século XX, e baseados nos trabalhos de engenheiros como Charles Dalziel na Universidade da Califórnia, Berkeley, que investigou extensivamente os efeitos da eletricidade no corpo humano, eram dispositivos operados por tensão (VO-ELCBs). Esta tecnologia pioneira, embora rudimentar para os padrões atuais, foi um marco revolucionário na segurança elétrica da época. Esses dispositivos funcionavam detectando um aumento de tensão entre a estrutura metálica interligada da instalação elétrica (as carcaças dos equipamentos, eletrodutos metálicos, etc.) e um eletrodo de referência de aterramento remoto. Esse aumento de potencial, tipicamente acima de um limiar de segurança de 50 Volts (uma tensão de toque considerada o limite máximo seguro em condições secas, conforme muitas normas), indicava uma falha de isolamento e uma possível fuga de corrente para a terra. Quando uma fuga perigosa era detetada, o ELCB interrompia automaticamente o fornecimento de energia ao desarmar um disjuntor interno, evitando choques elétricos por contato indireto e outros riscos associados.
Embora os ELCBs de tensão tenham sido uma solução importante e inovadora no início, a sua eficácia era limitada a falhas específicas e dependia criticamente de uma instalação de aterramento complexa e perfeitamente mantida, que incluía não apenas o aterramento da instalação, mas também um aterramento de referência separado e eletricamente isolado. O desenvolvimento da tecnologia baseada em corrente, impulsionado na Europa pelo engenheiro austríaco Dr. Gottfried Biegelmeier, que realizou testes extensivos (inclusive em si mesmo) para determinar os limiares de corrente perigosos, levou à criação do RCD moderno de alta sensibilidade (30 mA). Esta inovação mudou o paradigma da proteção, focando na corrente que efetivamente atravessa o corpo humano, e não na tensão resultante na carcaça de um aparelho. Os modelos modernos de dispositivos de proteção, conhecidos globalmente como RCDs, são mais sensíveis, mais fiáveis e operam com base na deteção da corrente residual (a diferença vetorial entre as correntes dos condutores vivos), oferecendo uma proteção ainda mais eficaz e abrangente, cobrindo tanto contatos indiretos quanto diretos.
A correta seleção e instalação de um dispositivo de proteção são cruciais para a segurança de uma instalação elétrica. A utilização de um dispositivo inadequado pode não só ser ineficaz, como também induzir uma perigosa falsa sensação de segurança. Se o tipo errado de dispositivo for usado em uma instalação elétrica, o nível de proteção fornecido pode ser consideravelmente inferior ao pretendido. Em particular, o tipo operado por tensão (VO-ELCB) só oferece proteção contra falhas ou choques em partes metálicas que estão explicitamente conectadas ao aterramento do circuito (o condutor de proteção). Isso significa que ele pode detetar uma fuga de corrente que ocorre entre a estrutura metálica de um aparelho e o aterramento, mas não pode, por sua natureza, identificar uma situação em que a corrente saia de um fio energizado e siga para o aterramento por outro caminho, como através do corpo de uma pessoa em contato direto com o condutor vivo e simultaneamente com o solo. Portanto, ao escolher um dispositivo de proteção, é essencial garantir que ele seja adequado para detetar todos os tipos de falhas de fuga à terra, especialmente aquelas que envolvem correntes perigosas fluindo por caminhos alternativos, como o corpo humano. Para uma proteção mais eficaz, os dispositivos modernos, como os RCDs, são mais sensíveis e podem detetar falhas em qualquer ponto de fuga, incluindo situações de contato direto com o solo, pois monitorizam o equilíbrio da corrente no próprio circuito, independentemente do caminho que a corrente de fuga toma.
Os primeiros ELCBs foram gradualmente substituídos, um processo que se intensificou há cerca de quarenta anos, pelos dispositivos modernos de deteção de corrente. Esta substituição foi impulsionada pela superioridade técnica inerente dos RCDs e pela sua maior simplicidade de instalação. Durante algum tempo, durante este período de transição, ambas as formas de dispositivos — os antigos ELCBs operados por tensão e os novos dispositivos de deteção baseados em corrente — foram chamadas genericamente de ELCBs, o que gerou alguma confusão no mercado e entre os profissionais da área. Para resolver essa ambiguidade e padronizar a terminologia a nível global, a IEC (International Electrotechnical Commission ou Comissão Eletrotécnica Internacional), o órgão mundial de normalização para tecnologias elétricas e eletrónicas, introduziu o termo "dispositivo de corrente residual" (RCD - Residual Current Device) para se referir especificamente à tecnologia baseada em corrente, através de normas como a série IEC 61008 e IEC 61009.
A corrente residual, refere-se à diferença vetorial instantânea entre a corrente que sai do circuito através dos condutores de fase e a corrente que retorna através do condutor neutro. Em um circuito monofásico saudável, de acordo com a Lei das Correntes de Kirchhoff aplicada a um nó, a soma das correntes que entram e saem deve ser zero. Portanto, isso é simplesmente a diferença entre a corrente da fase e a corrente do neutro, que deve ser nula a todo instante. Em um circuito trifásico, todos os condutores que conduzem corrente (as três fases e, se presente, o neutro) precisam ser monitorizados, e a sua soma vetorial deve ser zero. Os RCDs são projetados para detetar essa corrente residual, que representa a corrente de fuga. Em caso de desequilíbrio, quando a corrente residual excede um valor predefinido (a sensibilidade do dispositivo, eles interrompem o fornecimento de energia em frações de segundo, protegendo assim os usuários de choques elétricos e outros riscos.
Na literatura moderna e nas normas técnicas atuais, o termo ELCB é algumas vezes usado incorretamente, geralmente por leigos ou em referência a documentação antiga, para se referir especificamente a VO-ELCBs. Por outro lado, o termo quase nunca é usado para se referir a dispositivos de deteção de corrente, que são quase exclusivamente chamados de termos mais precisos como RCD (Residual Current Device), RCCB (Residual Current Circuit Breaker), RCBO (Residual Current Circuit Breaker with Overcurrent Protection) e, na América do Norte, GFCI (Ground Fault Circuit Interrupter).

## Princípios Físicos e Operação Detalhada
A compreensão profunda do funcionamento destes dispositivos requer uma análise dos seus princípios físicos subjacentes.
Um ELCB, no seu conceito mais amplo, é um tipo especializado de relé de travamento que tem a energia elétrica de entrada de um edifício ou de um circuito específico conectada por meio de seus contatos de comutação. Estes contatos são mantidos fechados por um mecanismo de travamento mecânico, permitindo o fluxo de energia. Quando uma condição de falha específica é detetada pelo sensor do dispositivo, o mecanismo de travamento é liberado, geralmente por um atuador eletromagnético (solenoide), e os contatos se abrem rapidamente sob a força de molas pré-tensionadas. Desta forma, o ELCB desconecta a energia quando um vazamento à terra for detetado.
O ELCB detecta correntes de falha entre condutores energizados (line, ou fase) e o condutor de proteção terra (aterramento) dentro da parte da instalação que ele protege. Se as características da corrente ou tensão de falha forem suficientes para corresponder aos critérios de disparo do mecanismo de deteção do ELCB, ele desligará a energia e permanecerá desligado. O dispositivo é biestável e, após um desarme, permanecerá no estado "aberto", sendo necessário um rearme manual para restabelecer a energia. Este rearme manual força o utilizador a reconhecer que ocorreu uma falha, promovendo uma verificação da causa antes de reenergizar o circuito.

### Dispositivos operados por tensão (VO-ELCB)
Um ELCB operado por tensão, ou VO-ELCB, funciona segundo um princípio eletromecânico simples, mas com requisitos de instalação muito específicos e hoje considerados problemáticos. Ele deteta um aumento de potencial entre a massa metálica interconectada e aterrada da instalação protegida e um eletrodo de referência de aterramento, que deve ser fisicamente isolado e distante do aterramento principal da instalação. O dispositivo contém uma bobina de relé de alta impedância conectada entre o condutor de proteção da instalação e este eletrodo de terra remoto. Se uma falha de isolamento ocorrer num aparelho, a corrente de fuga fluirá para a terra através do condutor de proteção. Devido à impedância do aterramento da instalação, esta corrente de fuga criará uma elevação de tensão na carcaça do aparelho em relação ao "terra verdadeiro" remoto. Quando esse aumento de potencial, geralmente atingindo um limiar pré-calibrado em torno de 50 volts, é detetado, a corrente que flui pela bobina do relé é suficiente para acioná-lo, o que por sua vez desarma o disjuntor principal, isolando o fornecimento de energia. Esse tipo de dispositivo foi projetado para proteger contra falhas de isolamento que causam correntes de fuga para a estrutura metálica conectada ao aterramento, oferecendo uma proteção básica contra choques elétricos por contato indireto. No entanto, como mencionado anteriormente, o ELCB operado por tensão não é eficaz para detetar falhas de fuga que envolvem correntes fluindo por outros caminhos — como através de uma pessoa em contato direto com um condutor vivo e o solo — o que limita severamente sua eficácia em muitas situações de risco real.
Para que o seu princípio de funcionamento seja válido, um ELCB operado por tensão tem um segundo terminal para conexão à conexão de aterramento de referência remota. Este terminal é crucial e a sua correta instalação define a eficácia de todo o sistema de proteção.
Quando um ELCB operado por tensão é utilizado, o circuito de aterramento da instalação é modificado de uma forma muito particular para incluir o dispositivo. A conexão principal com a haste de aterramento da instalação passa através da bobina de deteção de tensão do ELCB. Dito de outra forma, o dispositivo é inserido em série no condutor de proteção principal. O dispositivo conecta-se aos seus dois terminais de aterramento: um dos terminais é conectado ao CPC (Condutor de Proteção do Circuito), também conhecido como fio terra, que interliga todas as carcaças e partes metálicas da instalação e é responsável por proporcionar o aterramento funcional da instalação. O outro terminal é ligado diretamente à haste de aterramento principal, ou, em alguns casos, a outro tipo de conexão de aterramento.
Essa modificação no caminho do aterramento permite que o ELCB detete a diferença de potencial entre a estrutura metálica protegida (que estará no mesmo potencial do terminal CPC) e o sistema de aterramento (que está no mesmo potencial do terminal da haste). Se houver um aumento de tensão entre estes dois pontos que ultrapasse o limiar preestabelecido (geralmente 50 volts), a corrente resultante através da bobina de deteção do ELCB é suficiente para acionar o mecanismo de desarme, que desconectará a instalação da fonte de alimentação para evitar o risco de choques elétricos e proteger os usuários da instalação. Essa ação é crucial para garantir a segurança em caso de falhas no isolamento, onde uma corrente de fuga possa ocorrer para a estrutura metálica da instalação.

### Dispositivos de deteção de corrente (RCD/GFCI)
Os dispositivos modernos, conhecidos como RCDs, operam com base num princípio muito mais robusto e seguro: a lei da soma das correntes, implementada através de um transformador de corrente diferencial. Existem vários subtipos de RCDs, mas a forma mais básica consiste simplesmente em um transformador de corrente diferencial de núcleo toroidal, também conhecido como transformador de soma zero. Neste projeto, os condutores vivos do circuito (line ou fase, e o neutro no caso monofásico; ou as três fases e o neutro no caso trifásico) são todos passados juntos pelo interior de um núcleo de material ferromagnético de alta permeabilidade (como ferrite ou ligas nanocristalinas). Estes condutores funcionam como o enrolamento primário do transformador. Em operação normal e segura, a soma vetorial das correntes nestes condutores é zero. A corrente que entra no circuito pela fase é exatamente igual à que retorna pelo neutro. Os campos magnéticos gerados por estas duas correntes são de igual magnitude e opostos em direção, anulando-se mutuamente dentro do núcleo. O fluxo magnético resultante no núcleo do transformador é, portanto, nulo ou desprezível.
No entanto, caso haja um vazamento de corrente entre o condutor line (fase) e a terra (aterramento), por exemplo, através do corpo de uma pessoa ou por uma falha de isolamento, parte da corrente "escapará" do circuito e retornará à fonte pelo caminho da terra, ignorando o condutor neutro ao passar pelo RCD. Este evento cria um desequilíbrio no fluxo de corrente. A soma vetorial das correntes que passam pelo núcleo deixa de ser zero. O desequilíbrio no fluxo de corrente entre a line e o neutro causará um fluxo magnético residual (diferencial) alternado no núcleo, que então, pela Lei da Indução de Faraday, gera uma pequena tensão e corrente numa terceira bobina, a bobina de deteção (enrolamento secundário), que possui um grande número de espiras de fio fino, também enrolada no núcleo. Se esta corrente induzida for forte o suficiente (o que corresponde a uma corrente de fuga superior à sensibilidade nominal do dispositivo, ela alimenta um relé eletrónico ou eletromecânico de alta sensibilidade que, por sua vez, desarma o mecanismo de travamento e abre o interruptor principal do circuito.

## Fisiologia do Choque Elétrico e a Atuação do RCD
A eficácia do RCD está diretamente ligada aos efeitos da corrente elétrica no corpo humano. A norma IEC 60479-1 detalha estes efeitos:
- Até 1 mA: Limiar de perceção, geralmente inofensivo.
- 1-10 mA: Contração muscular involuntária, dor. A pessoa geralmente consegue largar o condutor (corrente de "não largar" ou let-go current).
- 10-30 mA: Tetania muscular, paralisia dos músculos respiratórios se o caminho da corrente atravessar o tórax. Risco crescente de fibrilação ventricular.
- Acima de 30 mA: Alto risco de fibrilação ventricular, uma contração caótica e ineficaz do músculo cardíaco que é fatal em minutos se não for revertida.
- Acima de 300 mA: Risco de queimaduras graves e paragem cardíaca.

O RCD de alta sensibilidade é calibrado para disparar a 30 mA (ou menos) precisamente para atuar abaixo do limiar de fibrilação ventricular para a maioria da população. O seu tempo de atuação rápido (tipicamente < 40 ms) garante que a duração do choque seja demasiado curta para iniciar a fibrilação, mesmo que a corrente de falha seja muito superior a 30 mA.

## Tipos e Classificações de RCDs
A evolução da eletrónica de potência introduziu novas complexidades nas instalações elétricas. Para garantir a proteção adequada em diferentes cenários, os RCDs modernos são classificados pela IEC (norma IEC 60755) com base em sua capacidade de detetar diferentes formas de onda de corrente de fuga. Esta classificação é crucial, pois equipamentos eletrónicos modernos (como fontes de alimentação comutadas, variadores de velocidade e carregadores de veículos elétricos) podem gerar correntes de fuga que não são puramente sinusoidais.
- Tipo AC: Estes são os RCDs mais antigos e simples. São projetados para detetar apenas correntes de fuga alternadas sinusoidais de 50/60 Hz. A sua utilização está a ser restringida ou proibida em muitas normas nacionais para instalações novas, pois podem não detetar as correntes de fuga de DC pulsante geradas por equipamentos eletrónicos comuns, podendo ficar "cegos" e não atuar.
- Tipo A: São a evolução natural do Tipo AC e o padrão mínimo exigido na maioria das instalações residenciais e comerciais hoje. Além de detetarem correntes de fuga sinusoidais, os RCDs do Tipo A também são sensíveis a correntes de fuga contínuas pulsantes. Isto torna-os adequados para proteger circuitos com aparelhos eletrónicos de Classe I que contêm retificadores (ex: máquinas de lavar, placas de indução, computadores).
- Tipo F: Estes RCDs ("F" de frequência) oferecem toda a proteção do Tipo A e adicionam a capacidade de detetar correntes de fuga compostas por múltiplas frequências (até 1 kHz), que são tipicamente geradas por variadores de velocidade monofásicos (inversores de frequência). Possuem também uma maior imunidade a disparos intempestivos causados por picos de corrente transitórios e são projetados para não disparar com pequenas correntes de fuga DC de até 10 mA.
- Tipo B: São os RCDs mais completos e são projetados para aplicações industriais e específicas onde podem ocorrer correntes de fuga de corrente contínua (DC) suaves ou de alta frequência. Exemplos incluem estações de carregamento de veículos elétricos (Modo 3), sistemas fotovoltaicos com inversores sem isolamento galvânico, equipamentos médicos (como ressonância magnética) e variadores de velocidade trifásicos. Um RCD de Tipo A ou AC pode ser completamente insensibilizado (o núcleo magnético fica saturado) pela presença de uma corrente de fuga DC, falhando em disparar mesmo para uma falha AC subsequente. O Tipo B evita este perigoso cenário.

Adicionalmente, os RCDs podem ser classificados pela sua funcionalidade integrada e tempo de atuação:
- RCCB (Residual Current Circuit Breaker): É um dispositivo puramente de deteção de fuga à terra. Ele não oferece proteção contra sobrecorrente (curto-circuito ou sobrecarga). Portanto, deve ser sempre instalado em coordenação com um disjuntor termomagnético (MCB) ou fusível em série para proteção completa do circuito.
- RCBO (Residual Current Circuit Breaker with Overcurrent Protection): É um dispositivo combinado que integra as funções de um RCCB e um MCB num único módulo compacto. Oferece proteção completa contra fuga à terra, sobrecarga e curto-circuito, economizando espaço no quadro de distribuição e simplificando a instalação.
- RCD Tipo S (Seletivo) ou com retardo de tempo: São RCDs que possuem um retardo intencional no tempo de desarme. São usados em montagens hierárquicas para garantir a seletividade (ou discriminação). Por exemplo, um RCD Tipo S de 300 mA pode ser instalado no quadro principal de uma instalação, enquanto RCDs instantâneos de 30 mA protegem os circuitos finais. Em caso de uma falha num circuito final, apenas o RCD de 30 mA deve disparar, evitando um apagão em toda a instalação.

## Comparação Detalhada: VO-ELCB vs. RCD
A transição dos dispositivos operados por tensão para os operados por corrente representou um salto quântico na segurança elétrica. As vantagens e desvantagens de cada tecnologia, analisadas em detalhe, ilustram o porquê desta evolução.
- Vantagens dos dispositivos de deteção de tensão (VO-ELCBs) em relação aos de deteção de corrente (RCDs):

- Em teoria, eles são menos sensíveis a condições de falha que não envolvem o sistema de aterramento direto e, portanto, apresentam menos disparos incômodos por correntes de fuga de baixo nível em equipamentos. (Isso não significa que sempre o façam, pois o desempenho prático depende dos detalhes da instalação e da filtragem de melhoria da discriminação nos dispositivos, que era rudimentar nestes aparelhos antigos.) Portanto, ao separar eletricamente a blindagem do cabo do condutor de proteção do circuito do cabo, um dispositivo pode ser organizado para proteger apenas contra danos ao cabo e não disparar em falhas em instalações posteriores.
- Dispositivos de deteção de tensão também dispararão em falhas de corrente contínua (DC) pura para aterramento que um RCD/RCCB de tipo AC ou mesmo A, com interface de transformador, não consegue detetar. Existem problemas semelhantes com frequências significativamente acima da frequência da rede elétrica para RCDs mais simples. Isso pode levar à não deteção de falhas de aterramento em acionamentos de velocidade variável entre a eletrónica de acionamento e o motor, por exemplo, onde apenas um RCD Tipo B seria eficaz.
- Desvantagens dos dispositivos de deteção de tensão (VO-ELCBs), que levaram à sua obsolescência, em relação aos de deteção de corrente (RCDs):

- A sua principal e mais grave desvantagem é a sua dependência crítica da integridade do sistema de aterramento. Uma ruptura de fio na seção de falha para a carga, ou na seção de aterramento do próprio dispositivo, desabilitará completamente a operação dos dispositivos, deixando a instalação sem proteção alguma, mas aparentando estar funcional.
- Eles exigem a instalação de um terceiro fio adicional da carga para os dispositivos e, mais criticamente, um eletrodo de aterramento de referência remoto e independente, tornando a instalação mais complexa e cara.
- Num sistema protegido por VO-ELCB, todos os aparelhos e massas metálicas devem estar ligados a um único ponto de aterramento que passa pelo dispositivo. Dispositivos separados não podem ser aterrados individualmente, pois isso criaria caminhos de fuga paralelos.
- Qualquer conexão adicional e não intencional ao Terra no sistema protegido, como um cano de água metálico em contato com o solo, pode desabilitar ou reduzir drasticamente a sensibilidade do detetor, pois oferece um caminho alternativo para a corrente de fuga que não passa pela bobina de deteção.
- Eles adicionam resistência adicional e um ponto de falha adicional no caminho do sistema de aterramento, o que é indesejável do ponto de vista da fiabilidade.
- De forma crucial, os dispositivos detetam falhas no equipamento (contato indireto) e não conseguem detetar o cenário de perigo mais comum: se uma pessoa toca acidentalmente em uma parte energizada dos dispositivos ou da fiação e no chão simultaneamente (contato direto). Um RCD detetaria esta situação imediatamente.

| Característica             | ELCB Operado por Tensão (VO-ELCB)                                                            | Dispositivo de Corrente Residual (RCD/GFCI)                                                                                     |
| -------------------------- | -------------------------------------------------------------------------------------------- | --- |
| Princípio de Operação      | Mede a tensão entre a massa metálica e um terra remoto.                                      | Mede o desequilíbrio de corrente entre os condutores vivos (fase/neutro).                                                       |
| Proteção Oferecida         | Apenas contato indireto (falha para a carcaça aterrada).                                     | Contato indireto e proteção adicional significativa contra contato direto.                                                      |
| Fiação Necessária          | Complexa; requer aterramento da instalação e um aterramento de referência separado.          | Simples; instalado em série com os condutores do circuito a proteger.                                                           |
| Dependência do Aterramento | Totalmente dependente. Fio de terra partido ou conexão de terra paralela anula a proteção.   | Independente da conexão de aterramento do aparelho para detetar a falha (embora o aterramento seja necessário para a proteção). |
| Sensibilidade Típica       | Dispara a ~50V de tensão de toque, o que pode requerer correntes de falha de vários amperes. | Alta sensibilidade. Dispara com correntes de fuga de 10-30 mA para proteção de pessoas.                                         |
| Proteção contra Fogo       | Limitada e indireta.                                                                         | Efetiva. RCDs de média sensibilidade (100-500 mA) são usados especificamente para proteção contra incêndios.                    |
| Robustez                   | Suscetível a falhas na fiação de terra e a potenciais de terra externos.                     | Robusto e auto-contido. Menos suscetível a problemas externos de instalação.                                                    |
| Norma IEC Relevante        | Obsoleta.                                                                                    | IEC 61008 (RCCB), IEC 61009 (RCBO), IEC 60755 (Tipos).                                                                          |

## Questões Práticas em Instalações

### Desvio da Terra e Caminhos Paralelos
Não é incomum que uma instalação protegida por ELCB, especialmente do tipo operado por tensão, tenha uma segunda conexão não intencional com a Terra em algum lugar, uma que não passe pela bobina de deteção do ELCB. Isso pode ocorrer por meio de tubulações metálicas de água ou gás em contato com o solo, estruturas metálicas de edifícios que estão aterradas, eletrodomésticos externos em contato com o solo, como uma bomba de poço, e assim por diante.
Quando uma conexão secundária de aterramento está presente em uma instalação com um VO-ELCB, permitindo que a corrente de falha passe para a Terra por outro caminho, a corrente de falha pode não ser detetada diretamente pelo ELCB. A corrente de falha se dividirá entre o caminho de aterramento oficial (através do ELCB) e o caminho paralelo não intencional. No entanto, isso não compromete totalmente o funcionamento do ELCB, ao contrário do que poderia ser intuitivo, embora reduza a sua sensibilidade. O principal objetivo do ELCB é proteger contra tensões perigosas que podem ser induzidas nas partes metálicas de equipamentos aterrados durante uma falha no sistema. Mesmo com a corrente de falha sendo desviada para a Terra por outros caminhos, o ELCB continua a cumprir sua função de desconectar a alimentação quando a tensão perigosa na carcaça do aparelho atinge um nível crítico.
A diferença é que, com a conexão secundária, uma corrente de falha total muito maior será necessária para causar o aumento de tensão suficiente no condutor de proteção para acionar o ELCB. Isso ocorre porque o caminho adicional de aterramento, atuando como um divisor de corrente, oferece uma "via" alternativa para a corrente de falha, reduzindo a porção da corrente que flui diretamente pelo caminho de aterramento oficial e, consequentemente, a queda de tensão que o ELCB mede. Contudo, a função do ELCB de proteger contra riscos de choque elétrico ao isolar a instalação em caso de falha permanece intacta, desde que o nível de tensão limite (geralmente 50 volts) seja atingido no CPC (condutor de proteção do circuito). Em contraste, um RCD não seria afetado de todo por estas conexões de terra paralelas, pois ele mede a diferença entre fase e neutro, independentemente do caminho que a fuga toma.

### Viagens incômodas (Disparos Intempestivos)
Embora a tensão e a corrente no condutor de proteção de aterramento geralmente sejam correntes de falha de um fio energizado, isso nem sempre acontece, portanto, há situações em que um ELCB (ou RCD) pode causar um disparo incômodo, ou seja, desarmar sem que haja uma falha perigosa real.
Quando uma instalação tem duas conexões com a Terra, como descrito acima, um raio de alta corrente que caia nas proximidades causará um gradiente de voltagem significativo no solo. Esta diferença de potencial entre o aterramento principal e o aterramento de referência remoto (no caso de um VO-ELCB) ou mesmo entre o aterramento da instalação e o neutro da concessionária (que é aterrado na fonte) pode ser suficiente para fornecer à bobina de deteção do ELCB ou RCD a voltagem ou corrente diferencial suficiente para causar seu disparo.
Se a haste de aterramento da instalação for colocada perto da haste de aterramento de um edifício vizinho, uma alta corrente de fuga de aterramento no outro edifício pode aumentar o potencial de aterramento local e causar uma diferença de voltagem entre os dois aterramentos, desarmando novamente o ELCB. Por esse motivo, hastes de aterramento próximas não são adequadas para uso em ELCB, mas na vida real tais instalações são algumas vezes encontradas, especialmente em áreas urbanas densas.
Tanto RCDs quanto ELCBs são propensos a disparos incômodos devido a fugas de aterramento normais e inofensivas até certo ponto. Estas são chamadas de correntes de fuga permanentes. Por um lado, os ELCBs são, em média, mais antigos e, portanto, tendem a ter uma filtragem menos desenvolvida contra disparos indesejados. Por outro lado, os ELCBs são inerentemente imunes a algumas das causas de disparos falsos que os RCDs sofrem, como as causadas por altas frequências, e geralmente são menos sensíveis que os RCDs. Na prática, porém, os disparos incômodos de RCD são muito mais comuns hoje, simplesmente porque há muito mais deles em serviço e as instalações modernas contêm muitos mais equipamentos eletrónicos (com filtros EMC) que produzem pequenas correntes de fuga.
A regra geral, segundo muitas normas, é que a corrente de fuga permanente de uma instalação não deve exceder um terço da sensibilidade do RCD . 
Se houver um dispositivo de proteção de 30mA em uso e há uma fuga permanente de 15mA de várias fontes, então a unidade irá desarmar a uma corrente de falha real de apenas 15mA, tornando-a excessivamente sensível. 
Cada item individual pode ser eletricamente seguro, mas um grande número de pequenas correntes de carga se acumula e reduz o nível de disparo efetivo. Isso era mais um problema em instalações anteriores, onde vários circuitos eram protegidos por um único RCD. 
A prática moderna recomenda a divisão dos circuitos e o uso de múltiplos RCDs ou RCBOs individuais para cada circuito ou pequeno grupo de circuitos.
Os elementos de aquecimento em formato tubular são um exemplo clássico. Eles são preenchidos com um pó de óxido de magnésio higroscópico, que é um excelente isolante quando seco, mas pode absorver umidade do ar se o elemento não for usado por algum tempo. Nos trópicos, isso pode ocorrer, por exemplo, se uma secadora de roupas não for usada por um ano ou se uma grande chaleira elétrica usada para café, etc. estiver armazenada. 
Nesses casos, se a unidade for ligada sem proteção RCD, a corrente de fuga inicial pode ser alta, mas o elemento normalmente secará com o calor e passará na inspeção com sucesso. 
Esse tipo de problema pode ser observado até mesmo em equipamentos novos que ficaram armazenados em locais húmidos.

### Falha em responder: O Risco Oculto
A falha de um dispositivo de proteção em operar quando necessário é a condição mais perigosa possível, pois cria uma falsa sensação de segurança. Alguns ELCBs, e mais notavelmente os RCDs de Tipo AC, não respondem à corrente de falha retificada ou de corrente contínua (DC). Esse problema é o mesmo, em princípio, com VO-ELCBs e RCDs, mas os VO-ELCBs são, em média, muito mais antigos e as especificações de teste e desempenho melhoraram consideravelmente ao longo dos anos, então um VO-ELCB antigo tem mais probabilidade de ter alguma forma de onda de corrente de falha à qual não responderá. A questão crítica com os RCDs modernos é o efeito de "cegueira" ou saturação do núcleo do transformador por componentes DC, como explicado na seção de tipos. Uma corrente de fuga DC de apenas alguns miliamperes, proveniente de um carregador de portátil defeituoso, por exemplo, pode saturar o núcleo de um RCD Tipo AC, impedindo-o de detetar uma fuga AC perigosa subsequente.
Com qualquer dispositivo mecânico, ocorrem falhas, e os ELCBs e RCDs devem ser testados periodicamente para garantir que ainda funcionam. Todos os RCDs/ELCBs vêm com um botão de teste integrado. Este botão, quando pressionado, cria um pequeno desequilíbrio de corrente artificial através de um resistor interno, simulando uma falha e testando a integridade do mecanismo de disparo mecânico e do relé. As normas recomendam que este teste seja realizado pelos utilizadores em intervalos regulares (por exemplo, mensal ou trimestralmente). No entanto, este teste não verifica a capacidade do sensor de detetar uma falha real em todas as condições, nem o tempo real de desarme. Testes profissionais, realizados com equipamentos calibrados que injetam correntes de falha precisas e medem o tempo de resposta, são necessários durante a comissionamento da instalação e em inspeções periódicas.
Se qualquer um dos fios terra for desconectado do VO-ELCB — seja o fio que vem da instalação ou o que vai para a haste de aterramento — ele não desarmará mais e a instalação geralmente não estará mais devidamente aterrada. Esta é, talvez, a sua falha mais catastrófica e uma razão fundamental para a sua substituição pela tecnologia RCD.

## Regulamentação e Aplicação Obrigatória
A importância dos RCDs é tal que a sua utilização é obrigatória por lei e por normas técnicas na grande maioria dos países desenvolvidos e em desenvolvimento para muitos tipos de circuitos. As regras são geralmente definidas em códigos elétricos nacionais, como a série IEC 60364 (Electrical installations for buildings), que serve de base para as normas de muitos países, incluindo a ABNT NBR 5410 no Brasil e a BS 7671 no Reino Unido.
Tipicamente, a instalação de RCDs de alta sensibilidade é mandatória para:
- Todos os circuitos de tomadas de uso geral até 20A (ou 32A em algumas jurisdições).
- Circuitos que alimentam equipamentos em locais húmidos ou molhados, como casas de banho, cozinhas, piscinas e áreas externas.
- Circuitos que alimentam equipamentos móveis ou portáteis usados ao ar livre.
- Instalações temporárias, como em canteiros de obras ou feiras.
- Circuitos em locais com fins agrícolas ou hortícolas.
- Circuitos de carregamento de veículos elétricos.
- Nos últimos anos, a proteção por RCD está a ser exigida para circuitos de iluminação em locais residenciais, para uma proteção abrangente.

RCDs de média sensibilidade (100 mA, 300 mA ou 500 mA) são frequentemente usados para proteção contra incêndio na entrada principal de uma instalação, atuando como um backup para os RCDs de alta sensibilidade e protegendo a instalação contra correntes de fuga persistentes que podem não ser perigosas em termos de choque, mas que podem causar carbonização de materiais e iniciar incêndios ao longo do tempo. A sua utilização é fundamental em locais com maior risco de incêndio, como edifícios de madeira, armazéns de materiais combustíveis e locais de grande afluência de público.